# Danijel Drilo
Danijel Drilo (Zagreb, 18. rujna 1970.) hrvatski orguljaš i pijanist.

## Životopis
Diplomirao je u sljedećim predmetima: orgulje 1996. u klasi prof. H. Schäffera, klavir godine 1997. u klasi prof. Ch. Backa i prof. H. Thürwächtera, muzičku teoriju/kompoziciju god. 2000. u klasi prof. M. Schmolla te „odgoj sluha“ god. 2001. u klasi prof. D. Geller na Staatliche Hochschule für Musik und Darstellende Kunst Heidelberg – Mannheim, gdje je završio i poslijediplomski studij orgulja u klasi prof. Peter Schumanna te studij za koncertnog solista u klasi prof. Leo Krämera (Speyer).
Dalje usavršavanje nastavlja na majstorskim tečajevima orguljaške interpretacije različitih stilova svih epoha, npr. kod Ludgera Lohmanna, Luigija Fernanda Tagliavinia, Joosa van der Kooya i Daniela Rotha.
Na 1. hrvatskom orguljaškom natjecanju Franjo Dugan 1995. godine nositelj je prve nagrade u najvišoj kategoriji. Radi kao docent na muzičkim školama te kao orguljaš u Heidelbergu, Mannheimu i Münchenu.
Održava mnogobrojne koncerte kao solist na znamenitim povijesnim orguljama širom Njemačke, kao npr. Hoffenheim (Walcker 1846.), Mannheim (Steinmeyer 1911.), Frankfurt (“barocke Truhenorgel”, 17. st.), te kao komorni glazbenik (orgulje, klavir, čembalo, “Hammerklavier”). Bavi se promidžbom suvremene i starije hrvatske orguljaške literature.
Član je “Gesellschaft der Orgelfreunde” i Društva za promicanje orguljske umjetnosti Franjo Dugan. Snimao je nosače zvuka i sudjelovao u emisijama Hrvatskog radija. 
Od 1991. suradnik u orguljarstvu u tvrtkama E.F. Walcker i Gerhard Lenter kod intoniranja orgulja (ugođivanje zvuka, karaktera i boje svih vrsti registara) baroknog, romantičkog i suvremenog stila.
Certificirani je vještak orgulja (organolog) Udruženja Organologa Njemačke (VOD - Vereinigung der Orgelsachverständigen Deutschlands).

## Publikacije
- Spieltechnische Aspekte bei mechanischen Registerkanzellenladen. Gezeigt an einigen süddeutschen Orgeln, u: Ars Organi 58, svezak 2010/3, str. 146–155.
- S Martin Karesom i Klaus Renschom: Ein durchschlagender Erfolg – Die Schaefer-Orgel von 1862 in Mannheim-Sandhofen, u: Ars Organi 59, svezak 2011/2, str. 115–120.
- Orgeln aus vier Jahrhunderten in Kroatien: stilistische Vielfalt in der Mitte Europas, u: Ars Organi 61, svezak 2013/3, str. 147–153.
- Die Orgelmanufaktur Heferer in Zagreb, u: Acta Organologica svezak 33. Merseburger, Kassel 2013, str. 267–298.
- Anđelko Klobučar (1931–2016), ein kroatischer Organist, u: Ars Organi 65, svezak 2017/1, str. 54–56.
- Zur Orgelbausituation in einigen südslawischen Ländern, u: Ars Organi 65, svezak 2017/3, str. 173–180.
- Baština i stanje povijesnih orgulja u Hrvatskoj, u: Sveta Cecilija – časopis za sakralnu glazbu, godina 88, ISSN 1330-2531 UDK 783, Zagreb, 2018, br. 1–2, str. 30–41.
- Marko Ruždjak - Vitae Arbor. Restauracija faksimila orguljskih nota i analiza djela s primjerima nota, u: Sveta Cecilija 89, br. 1–2/2019, str. 21–33.  Faksimil u glazbenom prilogu, str. 23–40.
- Marko Ruždjak - Vitae Arbor. Errata Corrige, u: Sveta Cecilija 89, br. 3–4/2019, str. 87 i slj.
- Orgulje Zagrebačke Katedrale u kontekstu inovacija tvrtke Walcker, u: Sveta Cecilija 90, br. 3–4/2020, str. 17–37.
- Povijest i zvučne osobitosti harmonija, u: Sveta Cecilija 91, br. 3–4/2021, str. 4–23.
- Transkripcija treće sonate Anđelka Klobučara za orgulje, u: Sveta Cecilija 92, br. 1–2/2022, str. 4–9. Transkripcija u glazbenom prilogu, str. 40–51.
- Tokata i Fuga »Danijel Drilo« Anđelka Klobučara u tradiciji glazbenih kriptograma, u: Sveta Cecilija 93, br. 1–2/2023, str. 3–18.
- S Emin Armanom: Die Steinmeyer- und Jenko-Orgeln in der Kathedrale zu Đakovo. Bemerkungen zum Umgang mit dem Orgelerbe Kroatiens, u: Ars Organi 72, svezak 2024/4, str. 205–215.

## Nagrade i priznanja
- Prva nagrada u kategoriji do 30 godina hrvatskog natjecanja mladih orguljaša „Franjo Dugan“, 1995.